# Medetera yangi
Medetera yangi är en tvåvingeart som beskrevs av Zhu, Yang och Kazuhiro Masunaga 2006. Medetera yangi ingår i släktet Medetera och familjen styltflugor.
Artens utbredningsområde är Taiwan. Inga underarter finns listade i Catalogue of Life.